# High Resolution High Definition
High Resolution High Definition (HRHD) ist ein Standard zur Videokompression, der besagt, dass das Videosignal direkt von einer HDTV Sendung mitgeschnitten wurde.
Anschließend wird das Video auf eine Auflösung von ungefähr 960 × 540 (progressive / 540p) heruntergerechnet und in Xvid neu komprimiert.
Während die horizontale Auflösung von 960 Pixel konstant bleibt, kann die vertikale Auflösung bis zu 5 % schwanken um ein fehlerfreies Cropping zu garantieren.
Ein HRHD-Video einer 40-55 minütigen TV-Episode ist gewöhnlich 700 MB groß. Es beinhaltet den originalen AC3-Ton, welcher häufig 5.1-Ton hat, anstatt des neu komprimierten MP3-Tons, der in den 350-MB-Varianten enthalten ist.
Die Spielekonsole Xbox ist bei Nutzung des Xbox Media Centers in der Lage, HRHD-Dateien problemlos auf einem PAL-Fernseher wiederzugeben.